# Средне-Киалимские печи
Средне-Киалимские печи — упразднённый населённый пункт на территории современного Златоустовского городского округа (национальный парк «Таганай») Челябинской области России.

## Топоним
ОйконимСредне-Киалимские печи объясняется географическим расположением посёлка речки Киалим и дано для отличия от названия местностей Верхне-Киалимские печи и Нижне-Киалимские печи, имеющих обобщающее название Киалимские печи.
На топографических картах 1950-х годов присутствуют Верхние, Средние, Нижние Киалимские угли.

## География
Находился на Южном Урале, к востоку от хребта Большой Таганай, в лесной местности вблизи речки Большой Киалим (Киалим), в 7 км от Верхних печей вниз по течению Большого Киалима. На картах обозначается как урочище.
Урочище заросло крапивой, кипреем и таволгой. В половодье поляна часто заболачивается.

## История
Возник после 1830 года, когда для нужд Златоустовского железоделательного завода потребовались новые углежогные и лесозаготовительные посёлки.
В Списке населённых пунктов Златоустовского уезда, утверждённый 26 чрезвычайным земским собранием 22 ноября 1917 г., Средне-Киалимские печи указаны как включённые в
Екатериновскую волость

## Инфраструктура
Бывший посёлок углежогов, заготовителей древесины.
Сохранились старые фундаменты домов, печи, могилы.

## Транспорт
Проходила труднодоступная Киалимская дорога между хребтами Большой и Средний Таганай, ныне называющаяся Старая Киалимская дорога (в некоторых источниках — Старая Карабашская дорога) или «нижняя тропа».